# جون ديكنسون (سياسي)

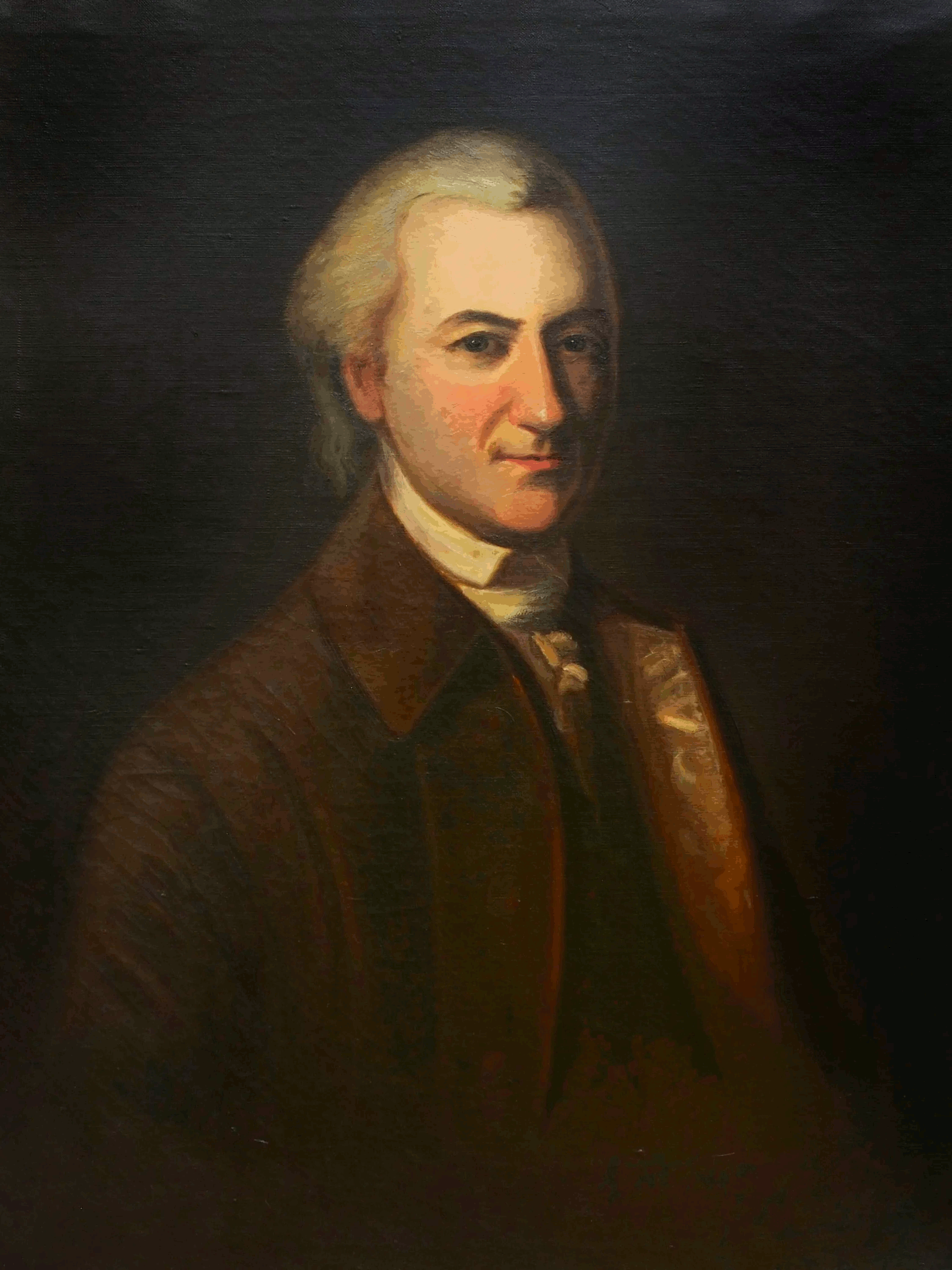
ديكنسون حاكمًا لولاية ديلاوير.

جون ديكنسون (13 نوفمبر 1732 - 14 فبراير 1808)، هو أحد الآباء المؤسسين للولايات المتحدة الأمريكية. تعود أصول ديكنسون لمدينة فيلادلفيا في ولاية بنسلفانيا ومدينة ويلمنجتون في ولاية ديلاوير. عمل كمحامي وسياسي واشتهر بلقب «رجل الثورة البنسلفاني» بسبب كتابته 12 مقال بعنوان «رسائل من مزارع في بنسلفانيا». نشرت المقالات تباعًا بين عامي 1767 و1768. كان ديكنسون أحد أعضاء الكونغرس القاري الأول، كما كان أحد الموقعين على الرابطة القارية. صاغ ديكنسون جزء كبير من العريضة الموجهة للملك عام 1774، وكتب عريضة غصن الزيتون في عام 1775 عندما كان عضوًا في الكونغرس القاري الثاني. أعاد ديكنسون صياغة ما كتبه توماس جيفرسون ووضع عام 1775 المسودة النهائية للإعلان الذي صرحوا فيه عن أسباب حمل السلاح وضرورته، وذلك بعد فشل المحاولتين السابقتين في التفاوض مع الملك جورج الثالث -ملك بريطانيا العظمى. أثناء مطالبة الكونغرس بالاستقلال عن بريطانيا العظمى، عمل ديكنسون في اللجنة التي كتبت المعاهدة المعيارية، ثم كتب المسودة الأولى لوثائق الكونفدرالية والاتحاد الدائم عام 1776- 1777. ترأس ديكنسون عام 1786 مؤتمر أنابوليس الذي دعا للمؤتمر الدستوري لعام 1787. حضر ديكنسون المؤتمر كممثل عن ولاية ديلاوير.
كتب ديكنسون ذا ليبرتي سونغ -أنشودة الحرية- عام 1768، وعمل كضابط ميليشيا أثناء الثورة الأمريكية وكحاكم لديلاوير وبنسلفانيا. كان ديكنسون من أغنى الرجال في المستعمرات البريطانية الأمريكية. بعد وفاته، أشاد به الرئيس جيفرسون حين قال: «كان من أوائل المدافعين عن حقوق البلد خلال فترة هجوم بريطانيا العظمى، وسيكرس التاريخ اسمه كواحد من أعظم شرفاء الثورة».
سميت كلية ديكنسون (الاسم الأصلي كلية جون وماري) على اسمه واسم زوجته -ماري نوريس ديكنسون، وكذلك كلية ديكنسون للقانون في جامعة بنسلفانيا ومجمع ديكنسون بجامعة ديلاوير. إضافةً لذلك، افتتحت مدرسة جون ديكنسون الثانوية في عام 1959 لتنضم إلى مجموعة مدارس شمال ديلاوير العامة.

## المؤتمر القاري
كان ديكنسون أحد ممثلي ولاية بنسلفانيا في الكونغرس القاري الأول عام 1774 والكونغرس القاري الثاني في 1775 و1776. ودعمًا للقضية، شارك ديكنسون في صياغة إعلانات الكونغرس. كتب ديكنسون عريضة غصن الزيتون باعتبارها المحاولة الأخيرة لعقد السلام مع بريطانيا، ولكن لم يقرأ الملك جورج الثالث هذه العريضة. سمحت له هذه المحاولات بالتواصل مع جورج ريد وكثيرين آخرين في فيلادلفيا والمقاطعات السفلى. عمل ديكنسون من أجل التسوية والسلم وليس الاستقلال والثورة. أعد ديكنسون المسودة الأولى لوثائق الكونفدرالية في عام 1776، بعد أن أيد الآخرون رأيه حول العنف الذي سيولده إعلان الاستقلال. ولهذا، اعتقدوا أن المستعمرات ستحتاج إلى وثيقة حاكمة للبقاء على قيد الحياة في الحرب ضدهم. في الوقت الذي ترأس فيه اللجنة المكلفة بصياغة الوثائق، كان ديكنسون يعمل في الكونغرس القاري كممثل عن ولاية بنسلفانيا.
عندما بدأ الكونغرس القاري النقاش حول إعلان الاستقلال في 1 يوليو 1776، كرر ديكنسون معارضته لإعلان الاستقلال في ذلك الوقت. اعتقد ديكنسون بأهمية إتمام الكونغرس للوثائق وأن يقوم بتأمين تحالف أجنبي قبل إصدار إعلان. اعترض ديكنسون أيضًا على استخدام العنف كوسيلة لحل النزاع. امتنع ديكنسون عن التصويت الذي أعلن الاستقلال أو تغيب عنه في 2 يوليو، وامتنع مرة أخرى عن التصويت على صياغة الإعلان الرسمي في 4 يوليو. أدرك ديكنسون الآثار المترتبة على رفضه للتصويت قائلًا: «سيوجه سلوكي هذا اليوم ونزاهتي ضربة قاضية لشعبيتي التي كانت كبيرة ذات يوم». رفض ديكنسون التوقيع على الإعلان وترك الكونغرس بسبب اقتراح الطلب فصل كل شخص لا يوافق على الإعلان من الكونغرس. غادر ديكنسون الكونغرس طواعية وانضم إلى ميليشيات بنسلفانيا. صرح جون آدامز، وهو من أشد المدافعين عن الاستقلال وخصم ديكنسون في الكونغرس، قائلًا: «أصبح نشاط السيد ديكنسون وروحه رمزًا ومضربًا للمثل».
انضم ديكنسون إلى ميليشيا بنسلفانيا المعروفة باسم ميليشيا المتحدين، ومنح فيها رتبة عميد. قاد 10000 جندي إلى مدينة إليزابيث في ولاية نيو جيرسي، لحماية تلك المنطقة من الهجوم البريطاني من جزيرة ستاتن. ساهمت آراؤه حول الاستقلال في ترقية ضابطين حديثين لمراتب أعلى منه.

## حاكم ولاية ديلاوير
اختير ديكنسون ليمثل ولاية ديلاوير في الكونغرس القاري في 18 يناير عام 1779. وقع خلال هذه الفترة على وثائق الكونفدرالية، بعد تأليفه مسودتها الأولى أثناء خدمته في الكونغرس القاري كممثل عن ولاية بنسلفانيا في عام 1776. وفي أغسطس 1781، كان ديكنسون في فيلادلفيا عندما علم أن البوبلار هول قد تضررت بشدة بسبب غارات الموالين. زار حينها المكان لتحري الضرر الحاصل ومكث هناك عدة أشهر.
أثناء وجوده في البوبلار هول، انتخب ديكنسون ليمثل مقاطعة كينت في مجلس شيوخ الولاية في أكتوبر عام 1781، وبعد ذلك بوقت قصير، رشحته الجمعية العامة ليصبح حاكم ولاية ديلاوير. أجمع أعضاء الجمعية العامة على اختيار ديكنسون باستثنائه. تولى ديكنسون منصبه في 13 نوفمبر عام 1781، وخدم حتى 7 نوفمبر عام 1782. بدأ ولايته بنشر «إعلان ضد الرذيلة والفساد»، وسعى إلى إيجاد طرق لإنهاء الفوضى التي سادت أيام الثورة. ساعده المنصب في استعادة شعبيته وعزز سمعته في ديلاوير وبنسلفانيا. نجح ديكنسون في معالجة تأخر تجنيد الميليشيات وفي تمويل الدولة للحكومة الكونفدرالية. أدرك ديكنسون المفاوضات الدقيقة الجارية آنذاك لإنهاء الثورة الأمريكية، ولهذا عمل على استمرار تأييد الجمعية للتحالف الفرنسي، دون الاتفاق على معاهدة سلام منفصلة مع بريطانيا العظمى.
ومع ذلك، أغرت سياسة بنسلفانيا ديكنسون. ففي 10 أكتوبر عام 1782، انتخب في المجلس التنفيذي الأعلى في ولاية بنسلفانيا. وفي 7 نوفمبر عام 1782، انتخب المجلس والجمعية العامة لولاية بنسلفانيا ديكنسون كرئيس للمجلس وبالتالي حاكم لولاية بنسلفانيا، لكنه في الواقع لم يستقيل من منصبه كحاكم لولاية ديلاوير. تشاركت بنسلفانيا وديلاوير نفس الحاكم حتى وقت قريب جدًا، ولكن الأمر تغير بعد ذلك. استاء الكثير من الأشخاص في ولاية ديلاوير من تركه لهم بسهولة، وخاصةً بعد انتقاد صحف فيلادلفيا تعيين الولاية لأشخاص متعددين وغير مقيمين في الولاية. كان خليفة ديكنسون الدستوري، جون كوك، داعمًا ضعيفًا للثورة. ولم يستدعَ كوك إلى انتخابات جديدة لاختيار بديل حتى 12 يناير 1783، بعد أن استقال ديكنسون رسميًا.